# Лисице (Лучани)
Лисице је насеље у Србији у општини Лучани у Моравичком округу. Према попису из 2022. било је 383 становника.

## Демографија
У насељу Лисице живи 327 пунолетних становника, а просечна старост становништва износи 46,2 година (45,1 код мушкараца и 47,2 код жена). У насељу има 132 домаћинства, а просечан број чланова по домаћинству је 2,90.
Ово насеље је великим делом насељено Србима (према попису из 2002. године), а у последња три пописа, примећен је пад у броју становника.
|  |

| Демографија | Демографија | Демографија |
| Година      | Становника  | Становника  |
| ----------- | ----------- | ----------- |
| 1948.       | 655         |             |
| 1953.       | 701         |             |
| 1961.       | 676         |             |
| 1971.       | 574         |             |
| 1981.       | 545         |             |
| 1991.       | 458         | 458         |
| 2002.       | 383         | 385         |
| 2011.       | 308         |             |

| Етнички састав према попису из 2002.‍ | Етнички састав према попису из 2002.‍ | Етнички састав према попису из 2002.‍ | Етнички састав према попису из 2002.‍ | Етнички састав према попису из 2002.‍ |
| ------------------------------------ | ------------------------------------ | ------------------------------------ | ------------------------------------ | ------------------------------------ |
|                                      |                                      |                                      |                                      |                                      |
| Срби                                 | Срби                                 |                                      | 379                                  | 98,95%                               |
| Чеси                                 | Чеси                                 |                                      | 1                                    | 0,26%                                |
| Црногорци                            | Црногорци                            |                                      | 1                                    | 0,26%                                |
| непознато                            | непознато                            |                                      | 2                                    | 0,52%                                |

| Година пописа     | 1948. | 1953. | 1961. | 1971. | 1981. | 1991. | 2002. |
| ----------------- | ----- | ----- | ----- | ----- | ----- | ----- | ----- |
| Број домаћинстава | 100   | 125   | 151   | 157   | 163   | 153   | 132   |

| Број чланова      | 1  | 2  | 3  | 4  | 5  | 6  | 7 | 8 | 9 | 10 и више | Просек |
| ----------------- | -- | -- | -- | -- | -- | -- | - | - | - | --------- | ------ |
| Број домаћинстава | 38 | 29 | 20 | 17 | 14 | 11 | 2 | 0 | 1 | 0         | 2,90   |

| Пол    | Укупно | Неожењен/Неудата | Ожењен/Удата | Удовац/Удовица | Разведен/Разведена | Непознато |
| ------ | ------ | ---------------- | ------------ | -------------- | ------------------ | --------- |
| Мушки  | 171    | 45               | 108          | 15             | 0                  | 3         |
| Женски | 165    | 19               | 105          | 36             | 5                  | 0         |
| УКУПНО | 336    | 64               | 213          | 51             | 5                  | 3         |

| Пол    | Укупно                    | Пољопривреда, лов и шумарство | Рибарство                            | Вађење руде и камена | Прерађивачка индустрија       |
| ------ | ------------------------- | ----------------------------- | ------------------------------------ | -------------------- | ----------------------------- |
| Мушки  | 78                        | 4                             | 0                                    | 2                    | 47                            |
| Женски | 40                        | 3                             | 0                                    | 0                    | 17                            |
| УКУПНО | 118                       | 7                             | 0                                    | 2                    | 64                            |
| Пол    | Производња и снабдевање   | Грађевинарство                | Трговина                             | Хотели и ресторани   | Саобраћај, складиштење и везе |
| Мушки  | 12                        | 1                             | 3                                    | 0                    | 3                             |
| Женски | 1                         | 1                             | 2                                    | 1                    | 0                             |
| УКУПНО | 13                        | 2                             | 5                                    | 1                    | 3                             |
| Пол    | Финансијско посредовање   | Некретнине                    | Државна управа и одбрана             | Образовање           | Здравствени и социјални рад   |
| Мушки  | 0                         | 2                             | 0                                    | 1                    | 2                             |
| Женски | 0                         | 2                             | 3                                    | 5                    | 1                             |
| УКУПНО | 0                         | 4                             | 3                                    | 6                    | 3                             |
| Пол    | Остале услужне активности | Приватна домаћинства          | Екстериторијалне организације и тела | Непознато            | Непознато                     |
| Мушки  | 0                         | 0                             | 0                                    | 1                    | 1                             |
| Женски | 0                         | 0                             | 0                                    | 4                    | 4                             |
| УКУПНО | 0                         | 0                             | 0                                    | 5                    | 5                             |